# Réserve naturelle de l'île Wrangel
La Réserve naturelle de l'Île Wrangel (en russe « Остров Врангеля ») est une réserve naturelle intégrale (zapovednik) située dans l'Okrug autonome de Tchoukotka, sur la côte nord-est de la Sibérie, en Russie. Sa superficie est de 22 256,5 km² (dont une zone maritime de 14 300 km²). La réserve a été créée par décret du gouvernement de la République socialiste fédérative soviétique de Russie du 23 mars 1976. En 2004, la réserve a été inscrite sur la liste du patrimoine mondial de l'UNESCO. En 2016, BirdLife International l'a classé comme zone importante pour la conservation des oiseaux. La gestion de la réserve est située dans la ville de Pevek,,.

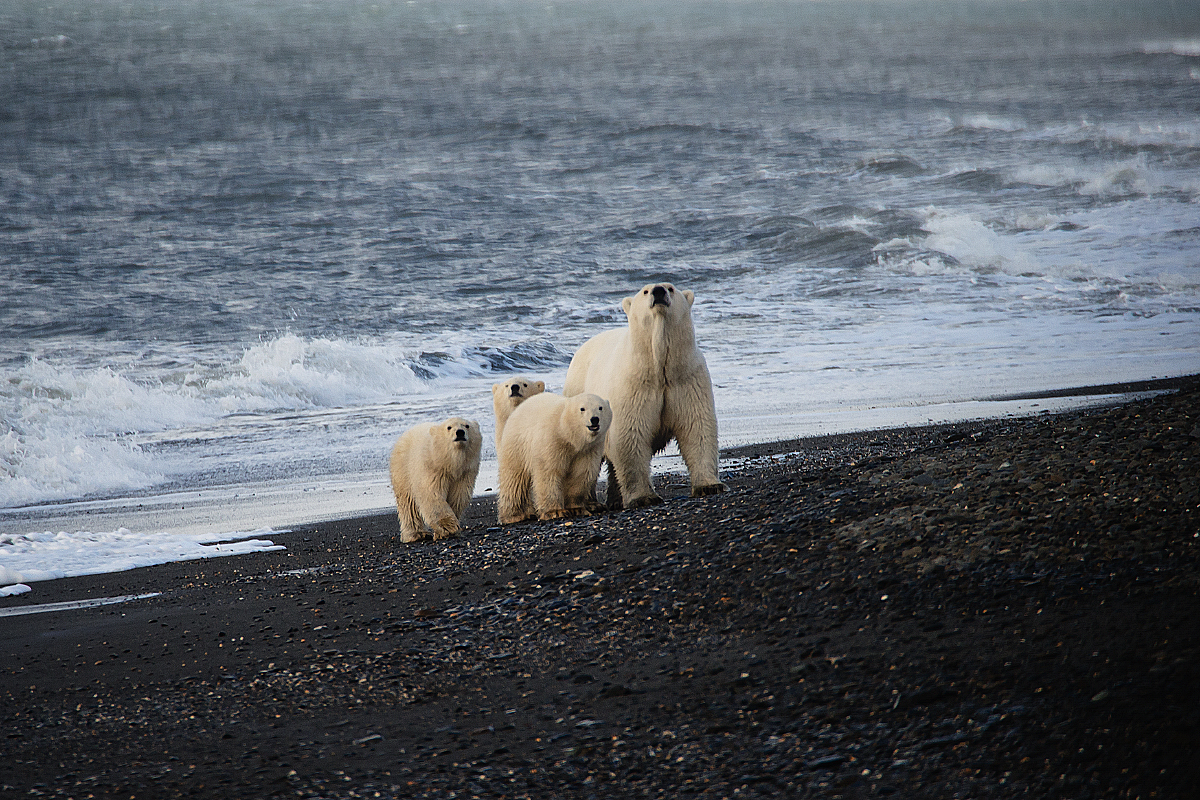
La réserve est la plus grande concentration d'ours polaires au monde

## Description
La réserve comprend deux îles situées entre la mer des Tchouktches et la mer de Sibérie orientale : l'île Wrangel et l'île Herald, ainsi que 12 milles marins d'eaux côtières autour de chaque île. La réserve est située dans l'Arctique et constitue la réserve naturelle la plus septentrionale de Russie. Elle a été créée pour étudier les écosystèmes des îles arctiques, et vise également à préserver des espèces rares d'animaux et de plantes,. Les îles sont montagneuses. Une grande partie est occupée par des déserts polaires.

## Flore et faune

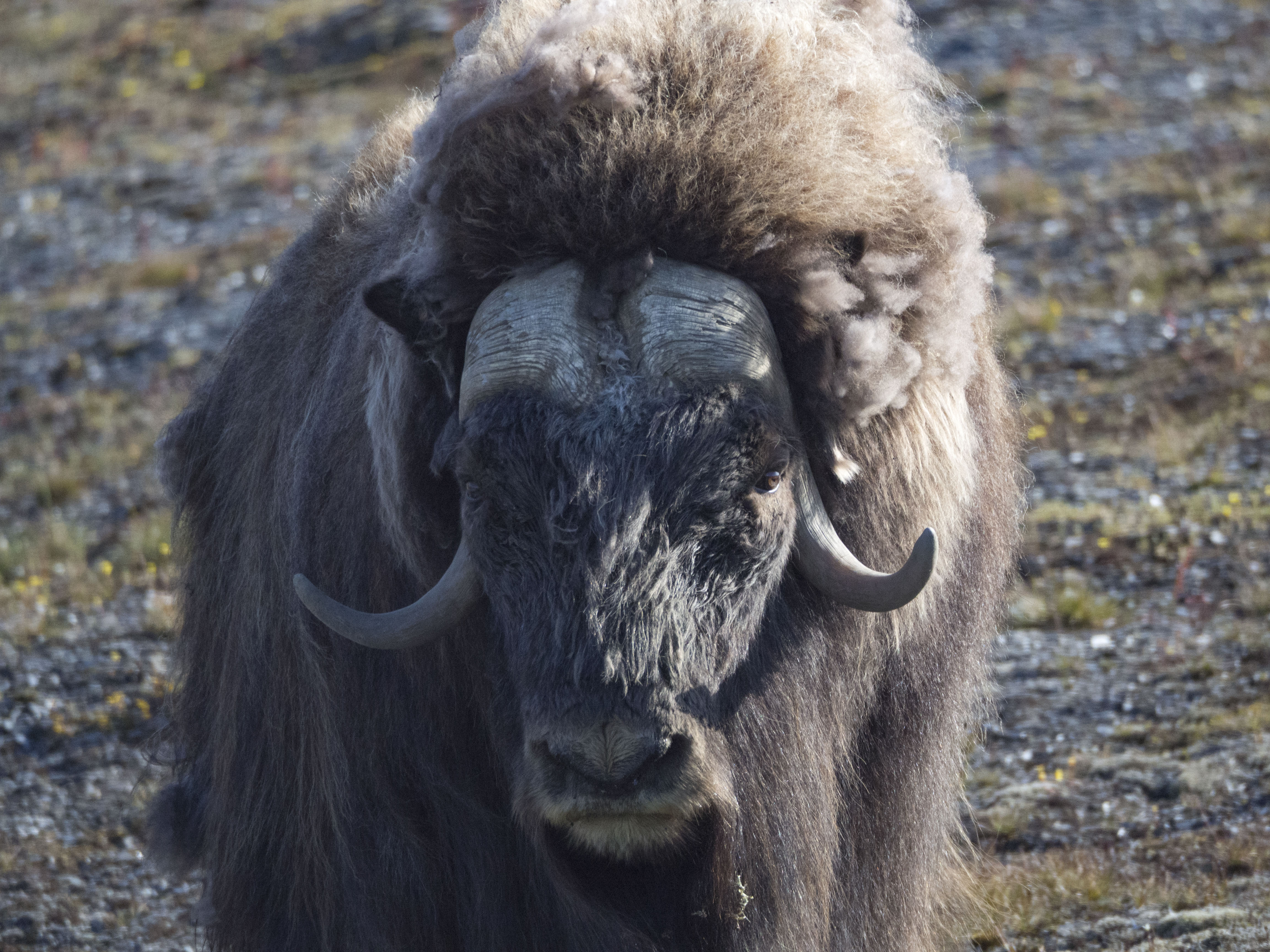
Bœuf musqué arctique

417 espèces et sous-espèces de plantes vasculaires, 31 espèces d'araignées, 58 espèces de coléoptères et au moins 42 espèces de papillons ont été identifiées dans la réserve,. 

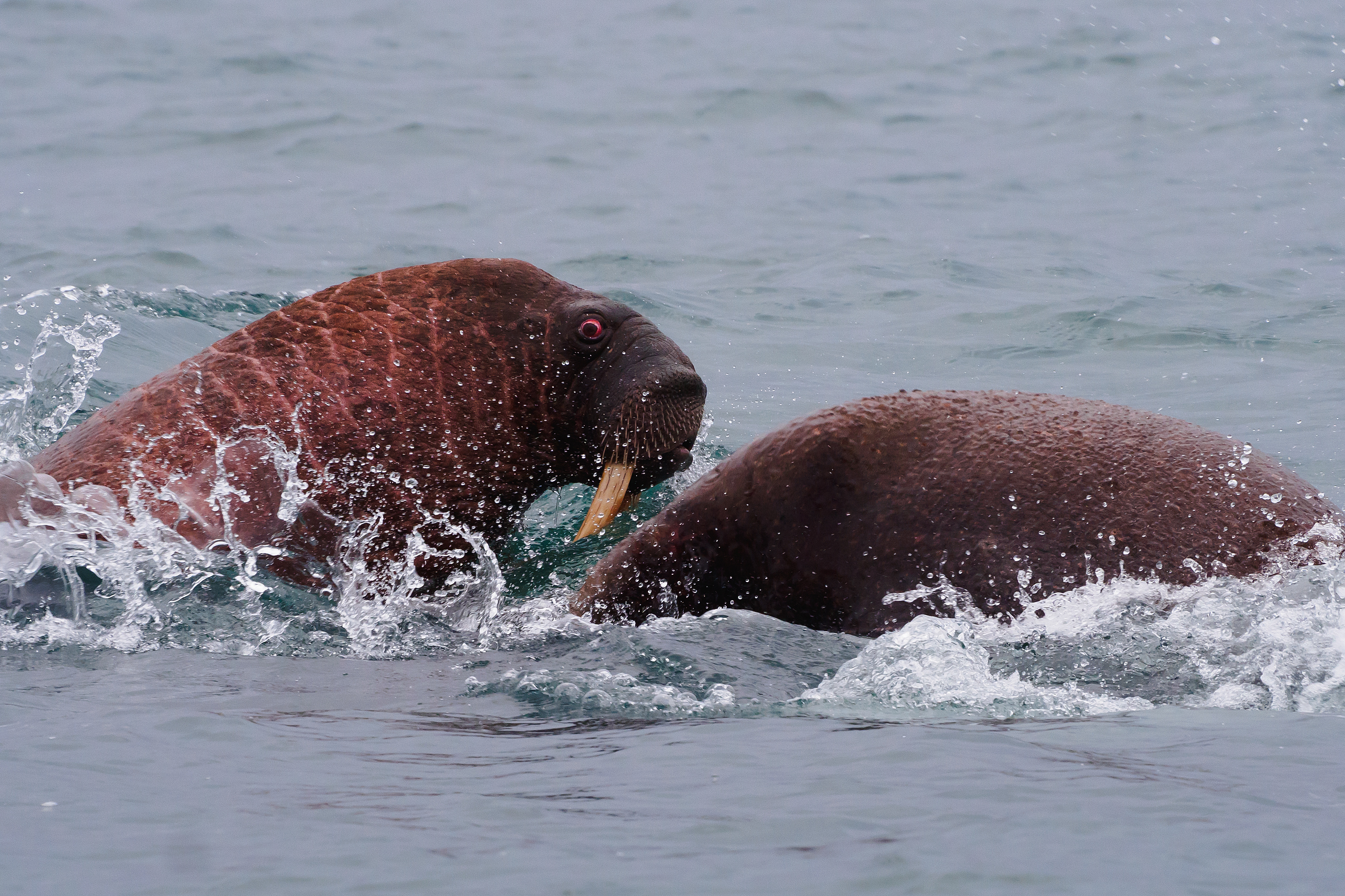
Morses

169 espèces d'oiseaux y vivent, dont la plupart sont migratrices. Ceux-ci incluent : le bruant lapon (Calcarius lapponicus), le bruant des neiges ( Plectophenax nivalis), le pluvier argenté (Pluvialis squatarola), le tournepierre à collier (Arenaria interpres) et le bécasseau maubèche (Calidris canutus). Il existe une grande colonie reproductrice d'oies des neiges (Chen caerulescens) sur l'île Wrangel. La bernache cravant (Branta nigricans) niche également ici. Les oiseaux communs sont l'eider à duvet (Somateria mollissima) et l'eider à tête grise (Somateria spectabilis). Sur les falaises côtières des îles Wrangel et Herald se trouvent les plus grandes colonies d'oiseaux marins de la mer des Tchouktches, dont le nombre total est estimé entre 250 et 300 000 individus nicheurs. Il s'agit principalement des guillemots arctiques (Uria lomvia), des guillemots communs (Cepphus grylle) et des mouettes tridactyles (Rissa tridactyla),.
Les îles sont connues pour abriter la plus grande accumulation de tanières d'ours polaires (Ursus maritimus) au monde. Elles sont habitées par 300 à 500 ours,.
D'autres animaux terrestres comprennent le renard arctique (Alopex lagopus), le carcajou (Gulo gulo), le loup de Sibérie (Canis lupus albus), le renne de la toundra Rangifer tarandus), le bœuf musqué (Ovibos moschatus), le lemming variable (Dicrostonyx groenlandicus vinogradovi) et le lemming de Sibérie (Lemmus sibiricus portenkoi), que l'on trouve uniquement sur l'île Wrangel,.
La mer entourant les îles abrite des morses (Odobenus rosmarus), des phoques annelés (Phoca hispida), des phoques barbus (Erignathus barbatus), des baleines grises (Eschrichtius gibbosus), des baleines boréales (Balaena mysticetus), des baleines à bosse (Megaptera novaeangliae) et des rorquals communs (Balaenoptera physalus),.

## Articles liés
- Île Wrangel
- Île Herald